# Georg Wenker
Georg Wenker (ur. 1852, zm. 1911) – niemiecki językoznawca i dialektolog. Jeden z założycieli geografii językowej, autor pracy Sprachatlas des Deutschen Reichs.